# Museo diocesano (Lanciano)
Il Museo diocesano di Lanciano è uno dei musei di arte sacra più importanti della regione Abruzzo.
Aperto al pubblico nel 2002 da Mons. Carlo Ghidelli, il museo è stato frutto di una minuziosa ricerca di opere antiche, a cura di Mons. Enzio d'Antonio, presso la sede arcivescovile e le varie chiese di Lanciano, alcune delle quali sconsacrate da secoli.
Il museo si trova all'interno del palazzo del Seminario, edificio del XVII sec. sede degli uffici della Curia, della Biblioteca e dell'Archivio Storico Diocesano. È diviso in nove sale secondo un innovativo ordine tematico e raccoglie una notevole raccolta di opere d'arte, risultato di un certosino lavoro di restauro, legate al culto cristiano e datati dal XIII sec. al XIX sec.
Particolarmente presente nel popolo lancianese è la devozione mariana, testimoniata da innumerevoli ex voto, quadri e gioielli in oro e pietre preziose donati alla Madonna del Ponte, protettrice della città, tutti datati tra il XVII e il XX sec. Alla venerazione per la Madonna sono infatti dedicate le prime due sale contenenti, oltre agli ex voto, statue lignee del XIV sec. e del XV sec.
Nel 2018 sono partiti i lavori di restauro della facciata e di alcuni locali interni a rischio infiltrazione di acqua piovana.

## Palazzo Arcivescovile
Fu costruito come sede della diocesi Frentana nel XVI secolo (istituita nel 1515, distaccandosi da quella di Chieti), e ospitò il seminario fino agli anni sessanta. Oggi è sede del Museo diocesano di Lanciano. Con molta probabilità la data d'inizio cantiere è il 1590, anno in cui venne abbandonata l'antica residenza vescovile presso la Cattedrale, per realizzarvi l'ospedale di Santa Maria della Sanità. L'edificio presenta un complesso impianto risultato dell'accorpamento di case preesistenti. Nel 1819 sul prospetto principale fu montata la porta dell'antica chiesa dell'Annunziata di Piazza Plebiscito, demolita da Eugenio Michitelli per realizzare la facciata neoclassica della Cattedrale. Il portale quattrocentesco ha un arco ogivale, e gli elementi neogotici della facciata (le finestre) furono realizzati nel contesto di revival, poiché il secondo portale laterale è tipicamente barocco.
La facciata presenta una scansione in tre livelli, più un attico, definita da cornici marcapiano in mattoni sagomati, che segano l'imposta delle aperture. Al piano terra sono tre portali, di cui quelli laterali con stipiti e archi a sesto acuto in mattoni, sono attualmente murati. Al centro si apre l'ingresso principale col portale quattrocentesco.
Il palazzo ha due ingressi, quello di via Garibaldi dalla piazza, con il portale trecentesco, e quello di via G. Finamore, in stile barocco a timpano spezzato. Nell'atrio si trova la cappella di San Gaetano, attraverso una rampa di scale è possibile accedere al primo piano con sede di vari uffici, al secondo piano, sede del museo, e al terzo, con gli uffici del vescovo, di alcuni prelati di Lanciano, e la piccola scuola del seminario vescovile, suffragato al Pontificio Seminario Abruzzese-Molisano "San Pio X" di Chieti.

## Descrizione dei monumenti
Nei circa mille metri quadrati di spazio espositivo hanno trovato collocazione notevoli testimonianze di secoli di storia della chiesa frentana: dipinti, sculture, oreficerie, paramenti sacri, ex voto, arredi lignei, ricami, manoscritti, legature preziose; questi oggetti, databili dal XIII al XX secolo, provengono dalla Cattedrale – per la gran parte – da chiese della Diocesi, dal Palazzo Arcivescovile. Assai significativo è il nucleo delle oreficerie, con capolavori quali la croce astile quattrocentesca di Nicola da Guardiagrele e bottega, il quasi coevo pastorale di scuola sulmonese, e la brocca per pontificale – segnata 1603 – di probabile manifattura napoletana .
Non meno importante è il settore dei tessuti: splendidi i ricchi paramenti liturgici ottocenteschi appartenuti all'Arcivescovo Francesco Maria de' Luca, e straordinario il grande parato di metà '700, dipinto a tempera e ricamato, dono del medesimo prelato alla Cattedrale.
Tra i dipinti, di grande qualità sono il Cristo portacroce, dei primi del Cinquecento, opera di pittore giorgionesco, la Madonna col Bambino firmata da Iacovo de Lanziano, un maestro che dovette soggiornare nella Venezia del Quattrocento, e il modello tardo settecentesco di Giacinto Diana per la perduta decorazione ad affresco della cupola della Cattedrale.
Delle sculture si segnalano, per la loro importanza, una Madonna col Bambino di scuola abruzzese di fine XIII - inizi XIV secolo, e un'altra Madonna, pure in origine col Divino Infante, assegnabile a maestro, sempre abruzzese, della prima metà del Quattrocento.

### Sala 1: tesoro della Madonna del Ponte
Occupa la prima sala di accesso al Museo diocesano, situato nel Palazzo arcivescovile (Largo dell'Appello). Si tratta del patrimonio economico e artistico realizzato in onore della Vergine, trasferito nel museo per ragioni di sicurezza, soprattutto dopo i danni alla cattedrale con il terremoto della Val di Comino del 1984. Il nucleo dei gioielli più antichi è costituito da pezzi del XVII-XVIII secolo di scuola napoletana, per poi passare ad opere più tarde, come i quadri dipinti ex voto degli anni dell'Ottocento, realizzati in onore della Madonna a testimonianza di eventi prodigiosi

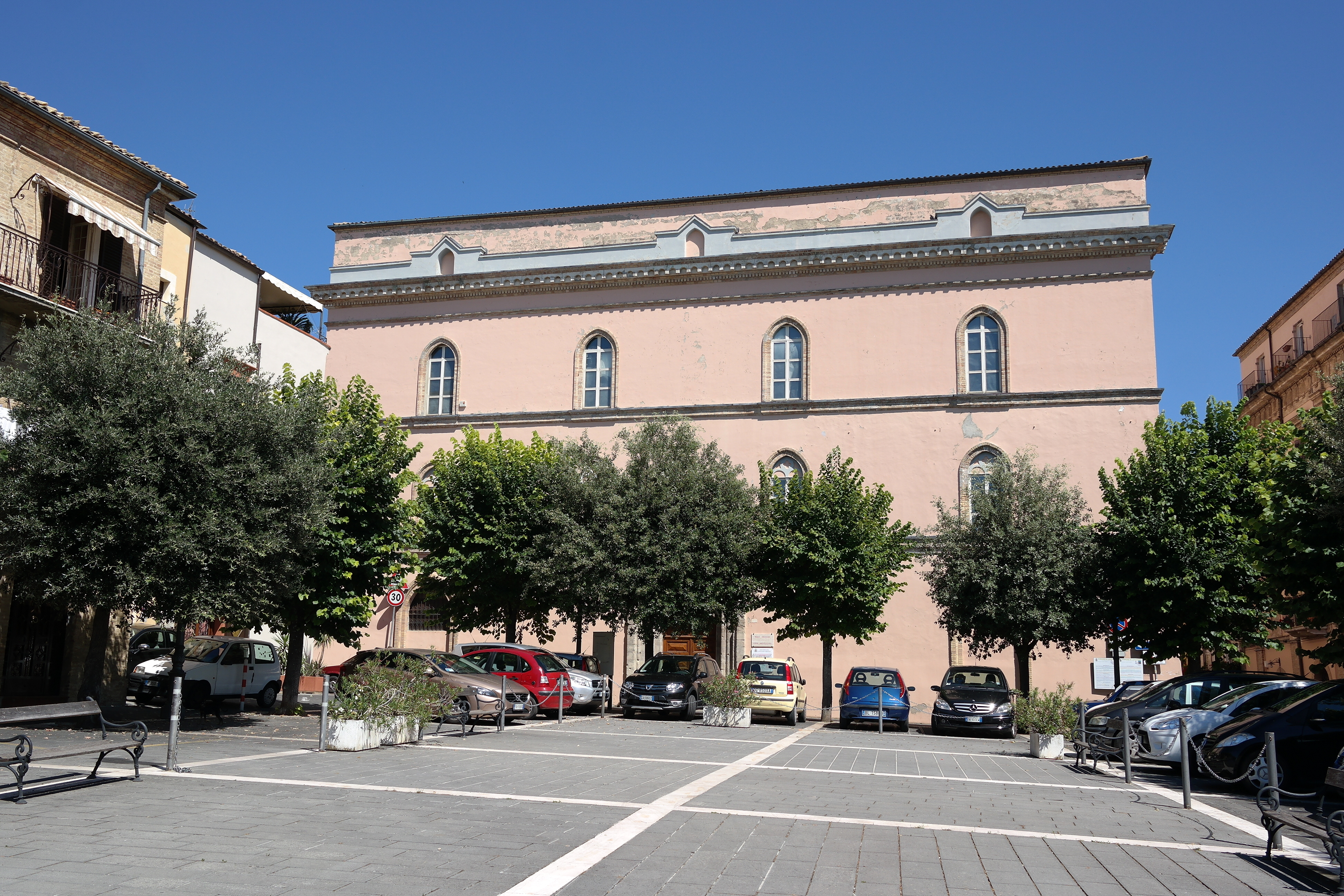
Largo dell'Appello ed esterno del palazzo

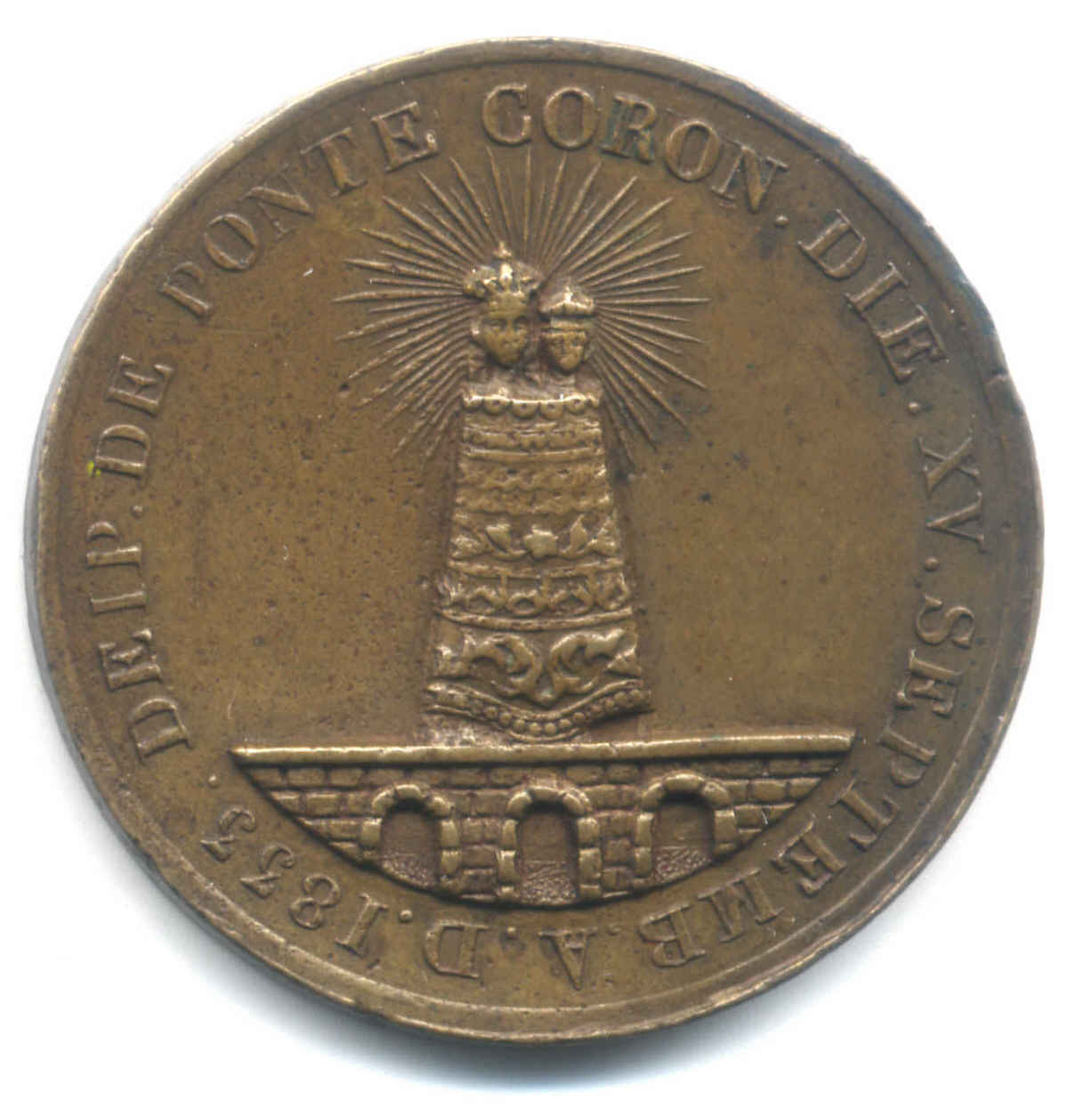
Medaglia commemorativa della Madonna del Ponte

Il più antico gioiello della collezione è un pendaglio del 1601, in argento dorato, con grande cristallo di rocca affiancato da 4 rubini montati a notte. Il pendente doveva essere completato da alcune perle; forse elemento di dono della Marchesa d'Ugni di Guardiagrele. Altre testimonianze di questi oggetti si trovano nell'opera "Sant'Apollonia" di Francesco Maria Renzetti (metà XVIII sec), che presenta due elementi molto simili posti ad ornamento del petto e del capo. Più corposo è il numero si oggetti settecenteschi, di cui spiccano ornamenti da corsetto, tre pregevoli ornati di rubini montati su leggero intreccio di arabeschi. Gioiello tipicamente settecentesco per fermare i lacci del corsetto: il pendente è costituito da grande fiocco o farfalla che sostiene il pendente a goccia, al quale è sospeso un terzo pezzo cruciforme.
Un alto pregevole esemplare appartiene al corpus del tesoro di Santa Maria Maggiore, mentre esemplari simili si trovano anche a Londra nella collezione del Victoria and Albert Museum, con 15 elementi di fattura tedesca. Il fermaglio da corsetto di smeraldi è invece il risultato dell'assemblaggio di due orecchini "girandole", costituiti da un elemento centrale con tre pendenti a goccia, cui furono aggiunti ulteriori elementi a comporre un insieme molto elaborato. Questa tipologia appartiene ai primi anni del Settecento. Altre opere del corpus del tesoro riguardano i tipici paramenti liturgici, come reliquiari, calici, cassettine per le ostie.
Tra le opere di pregio si ricordano:
- Bozzetto dell'Incoronazione della Madonna di Giacinto Diano (1788)
- Reliquiario della Santa Spina (XVI secolo)
- Brocca per pontificale (1603)
- Madonna col Bambino (XIV secolo)
- Gruppo dell'Annunciazione (XIV secolo, dalla chiesa demolita di Santa Maria Annunziata)
- Annunciazione (dalla chiesa di Sant'Agostino)
- Madonna col Bambino di Jacopo da Lanciano (XIV secolo)

Insieme all'importante collezione di gioielli ex voto sono esposte due vesti in seta, una del '700 e l'altra dell'800 con cui si vestivano le statue della Patrona: la prima interamente ricamata in oro, reca le insegne di Giacomo Lieto dei duchi di Polignano, arcivescovo di Lanciano dal 1754 al 1769, che nel 1758 fece realizzate un nuovo altare marmoreo presso la cattedrale, eseguito dal napoletano Crescenzio Trinchese su progetto di Gennaro Campanile, influenzato da Ferdinando Sanfelice.
L'abito, destinato a coprire la statua di terracotta, sul modello lauretano è databile a quegli anni. Il secondo abito è della metà del XIX secolo, copriva la statua a manichino, utilizzata per le processioni, ed è rimasta in uso sino alla realizzazione della nuova statua nel 1933, in occasione del centenario dell'Incoronazione della Madonna del Ponte.
Di interesse, oltre ad alcune statue quattrocentesche della Madonna col Bambino, abbastanza rovinate e consumate per essere state rinchiuse per anni negli scantinati della Cattedrale, si trova un dipinto della Madonna col Bambino di uno sconosciuto Jacopo da Lanciano, del XIV secolo. La piccola tavola si trovava nella chiesa di Santa Maria Maggiore, era stata portata a L'Aquila presso l'ufficio del Soprintendente, tornando poi a Lanciano nel 2002 all'apertura del museo. Il dipinto è a tempera, raffigura il primo miracolo di Gesù secondo i Vangeli apocrifi, riprendendo dallo pseudo Matteo il miracolo di dare la vita e di risuscitare dalla morte mediante il soffio su degli uccellini da lui modellati nel fango.

### Sala 2: opere di Pasquale Bellonio dall'ex chiesa della Madonna degli Angeli
Tema della venerazione della Vergine: tutti i dipinti esposti sono dell'ortonese Pasquale Bellonio (1689-1786), molto attivo a Lanciano. Nella sala è esposto l'originale Trittico dell'Annunciazione, Natività, Assunzione di Maria, proveniente dall'ex chiesa della Madonna degli Angeli in via Cavour, oggi parrocchia ortodossa dei Santi Sergio e Bacco, che conserva tuttavia delle copie delle tele. Nella sala sono presenti anche due leoni reggi-cero in legno dorato, del XVI secolo, in legno scolpito, provenienti dalla chiesa di Sant'Agostino.
Il dipinto dell'Annunciazione e l'Assunzione contornava la pala d'altare maggiore della chiesa, attiguo il palazzo De Arcangelis.

### Sala 3: varie opere e la casula di Largo San Giovanni
Madonna del Latte (copia di Cranach)
Sacra Famiglia, scuola napoletana 
- Madonna del Rosario tra San Filippo Neri, Sebastiano e Martino di Francesco Maria Renzetti
- Pietà e Addolorata do Domenico Renzetti (1733)
- Pastorale di Monsignor Angelo Maccafani (1515)
- Madonna con Bambino tra San Giovanni e San Nicola di Polidoro da Lanciano (dalla chiesa di San Nicola)

Si ripercorre sempre il tema della venerazione delle Vergine Maria con i Santi; le opere provengono in gran parte dalle distrutte chiese di San Martino e di San Maurizio, nonché dalla cappella della Madonna Addolorata presso la parrocchia di Santa Lucia in corso Roma. Da San Martino proviene una Madonna del Rosario con San Filippo Neri, San Francesco Saverio, San Sebastiano e San Martino di Tours del 1750, opera di Francesco Maria Renzetti di Lanciano (1711-1751 ca.) Alla bottega di suo padre Domenico Renzetti (1679-1750), sono attribuite le due sculture della Pietà e dell'Addolorata (1733). La statua fu commissionata dalla confraternita di Maria SS. Addolorata presso Santa Lucia.
Renzetti fu allievo dello scultore Giacomo Colombo (1663-1731), del quale sono presenti a Lanciano due opere da cui la tela dell'Addolorata sembra dipendere, ossia la Madonna della consolazione del 1708 proveniente da Sant'Agostino per la confraternita dei Santi Simone e Giuda Taddeo, e la Madonna della Candelora presso la chiesa di San Biagio, per la confraternita dei Raccomandati.
I sette tondi erano originalmente collocati presso l'altare maggiore della cappella della confraternita dell'Addolorata, presso la chiesa di Santa Lucia: i tondi rappresentano delle profezie riguardo a Gesù: 
- Primo: presentazione di Gesù al Tempio sotto la profezia di Simone
- Secondo: fuga in Egitto di Giuseppe e Maria
- Terzo: Gesù tra i Dotti del Tempio
- Quarto: Gesù sulla via del Calvario, incontro con Maria
- Quinto: Maria ai piedi della Croce con Gesù crocifisso
- Sesto: Deposizione dalla Croce
- Settimo: Seppellimento nel sepolcro

Di interesse anche una Madonna del Latte della fina del XVII secolo a olio su tela, di anonimo, proveniente dalla chiesa di Sant'Agostino. Il dipinto era oggetto di fervente devozione, è una copia di un'opera di Cranach il Vecchio, la Madonna è raffigurata coi capelli sciolti, com'era uso per le donne che dovevano partorire, una perla a goccia sul petto è un richiamo alla montata lattea.
Di maggiore interesse nella sala inoltre sono un pastorale del XIII secolo in argento lavorato, proveniente dall'ambito sulmonese degli orefici peligni, e una casula.

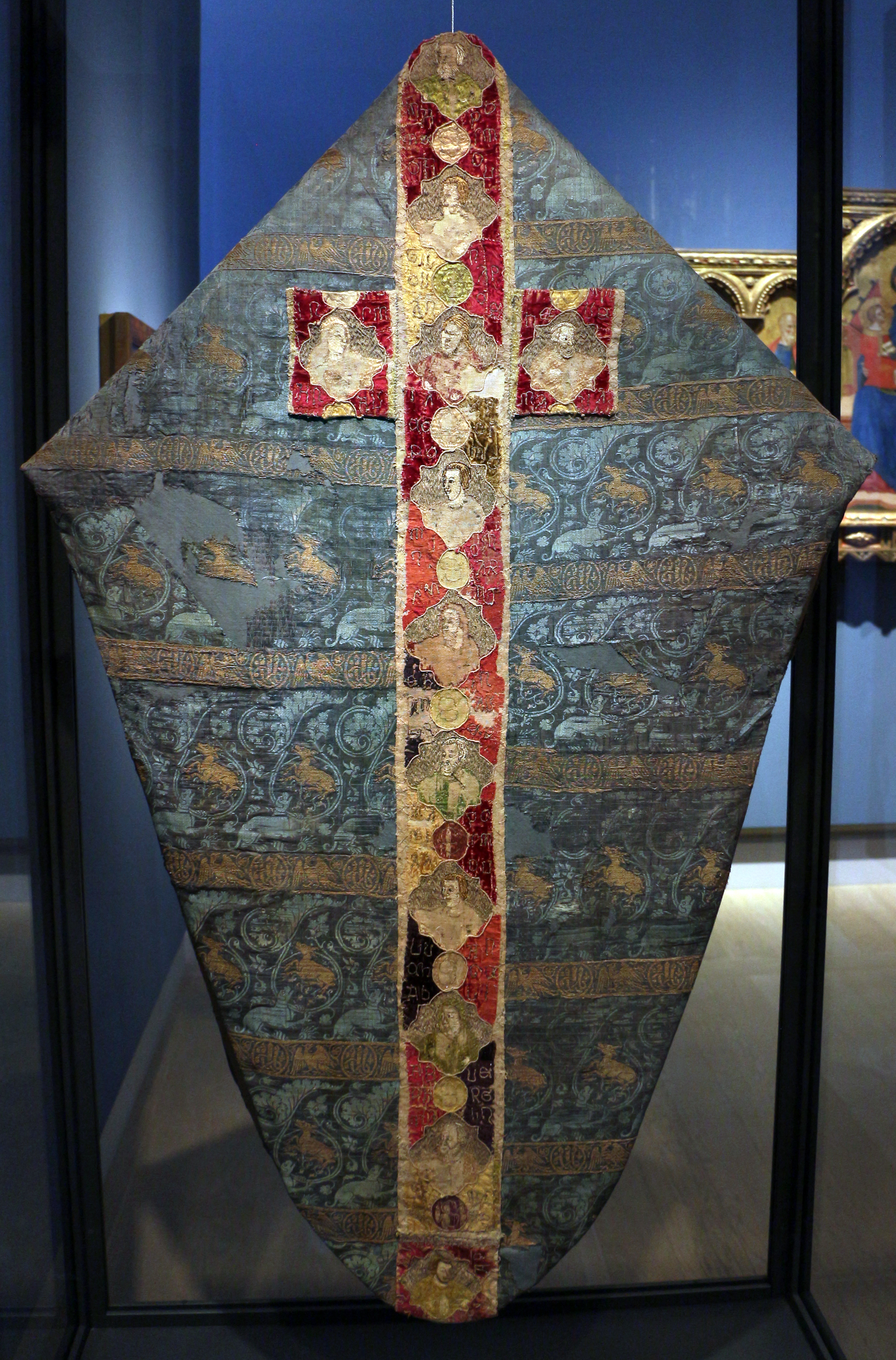
Casula del 1310

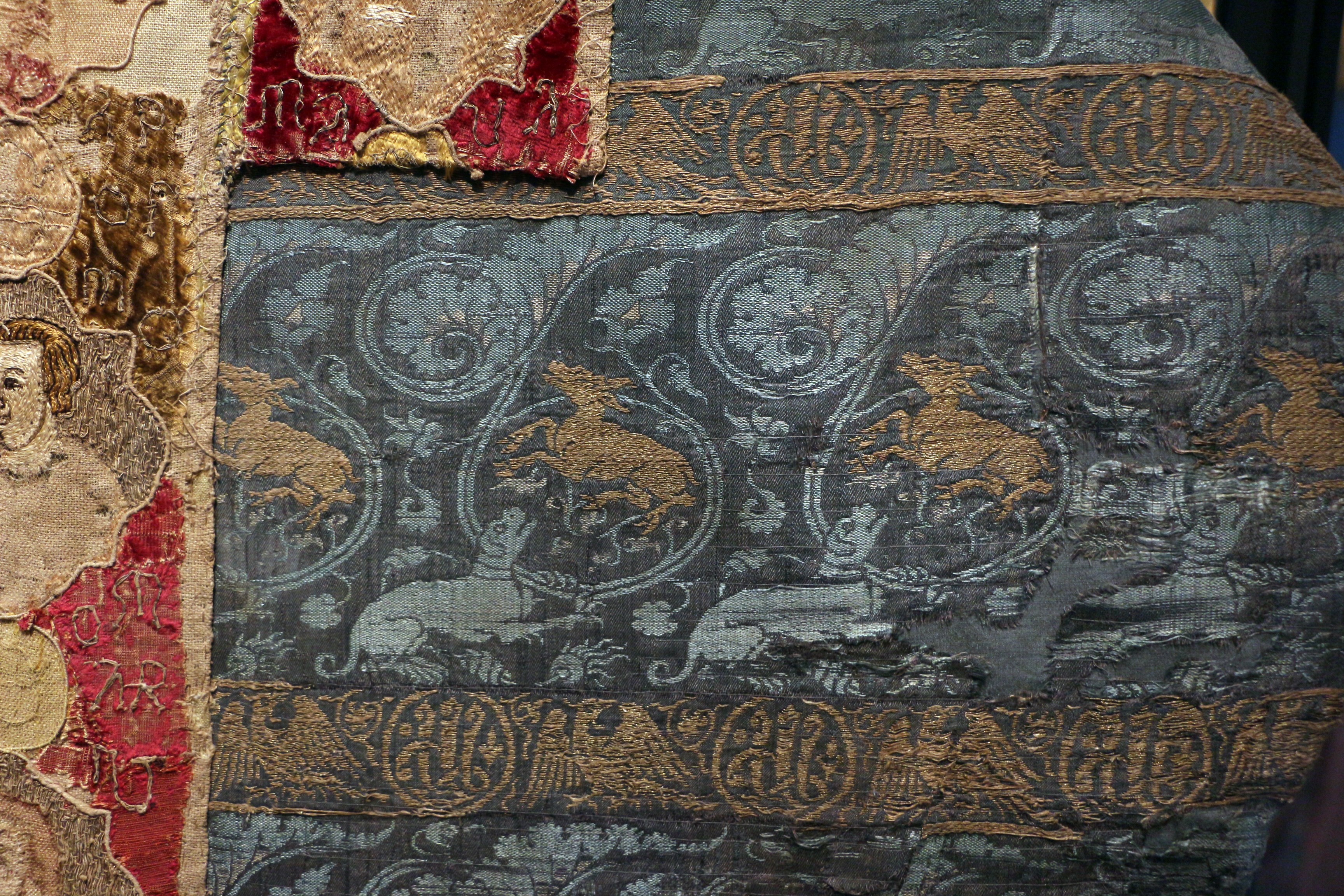
Dettaglio della casula

Il prezioso manufatto tessile medievale è stato scoperto in modo del tutto casuale nell'area di Largo San Giovanni, durante i lavori di restauro del 2013-14 della torre campanaria della chiesa distrutta nel 1943 da bombardamenti.
La veste liturgica identificata come "casula" si presenta nella tipica foggia della pianeta "romana", conosciuta in Italia sin dal Medioevo, come evoluzione della "poenula" campana, più corta ai lati, meno maestosa, più pratica. Confezionato intorno alla metà del XV secolo, l'indumento sacerdotale utilizza materiali tessili di reimpiego più antichi, un sontuoso tessuto del XIV secolo e una croce figurata a ricamo, recuperata dalla scomposizione di un paliotto o dalla bordatura di un piviale, risalente al primo decennio del XV secolo.
Di interesse sono il lampasso a due trame lanciate, broccato, di colore azzurro e giallo chiaro, nato come tessuto profano per una committenza di rango elevato. Il motivo decorativo a barde orizzontali presenta nella balza principale un tralcio d'acanto, che si piega in due sinuosi girali. In quello inferiore un cerbiatto, spolinato d'oro, tenta di divincolarsi dagli arbusti in cui si è impigliato con le corna, mentre un cane da caccia sta per ghermirlo. La balza inferiore più piccola, ornata da dischi con scritta calligrafica cifica alternati a un rapace identificato come un falcone. Sul retro dell'abito si trova la croce figurata, costituita da una striscia di luno, dove sono stati ricamati a punto catenella con filati in oro membranaceo e sete policrome 12 busti di santi, apostoli e profeti in cornici.
Non si riesce a ricostruire ancora per bene la storia di questa casula, un inventario della chiesa di San Giovanni Battista del 1600 non fa menzione del paramento, forse dismesso perché fuori moda nel XVII secolo. La casula è stata restaurata da Tiziana Benzi dello Studio di Restauro e Conservazione Tessile di Piacenza, sotto la direzione di Lucia Arbace.

### Sala 4: affresco di San Mauro e tele della chiesa di San Nicola
- Cristo che porta la croce (XVI secolo) dalla chiesa di Santa Maria Maggiore
- Affresco medievale dalla distrutta chiesa di San Mauro: Crocifissione
- Compianto di Cristo morto da Di Diomede (1731)

La sala è dedicata alla figura di Cristo, in particolare al significato di Redenzione del suo sacrificio sulla croce. Sul lato destro è esposta l'opera artisticamente più rilevante, il Cristo che porta la croce, degne di nota la Croce astile di Giovannangelo Scognamiglio del 1703 in argento sbalzato, inciso e cesellato, proveniente da Santa Maria Maggiore, e due dipinti del 1731: Compianto degli angeli su Cristo morto - L'Addolorata, copie di De Mura, provenienti dalla chiesa di San Nicola.
Il Cristo portacroce del 1500-10 a olio su tavola si ispira alle opere di Giorgione, proviene da Santa Maria Maggiore, fu realizzato da un committente che lo fece collocare su uno degli altari principali della chiesa. La tipologia stilistica dell'opera oscilla tra le opere del Bellini e di Giorgione.
L'affresco della Crocifissione del XV secolo, staccato dal muro dell'ex chiesa di San Mauro dei Padri Carmelitani (l'edificio attuale della Galleria Imperiale in viale De Crecchio), fu staccato dalla chiesa prima della sua demolizione negli anni '30 del novecento per la costruzione dell'ex cinema Imperiale, ad opera degli allievi dell'Istituto d'arte "Giuseppe Palizzi" di Lanciano; interessante notare il paesaggio contemporaneo alla realizzazione dell'affresco, che corrisponde a quello di Lanciano.
La Madonna Addolorata del XIX secolo in legno scolpito e dipinto in cartapesta e tessuto, proviene dalla Cattedrale di Santa Maria del Ponte; è una delle varie statue vestite delle chiese lancianesi, erano oggetto di particolari pratiche devozionali, soprattutto nell'ambito femminile, che andavano dalla realizzazione accuratissima del vestiario, alle cerimonie di vestizione prima delle uscite processionali.

### Sala 5: grande collezione di croci astili e paramenti liturgici, e presepi napoletani
- Dipinto di San Bartolomeo, dal convento omonimo, di Giovan Battista Spinelli (1653)
- Miracolo dell'ostia profanata dalla chiesa di Sant'Agostino
- Vari reliquiari del XIV secolo dalla chiesa di Santa Maria Maggiore (uno è di Nicola da Guardiagrele)
- Busti di San Leonardo, Marco e Luca dell'oratorio della chiesa di Santa Lucia (XVI secolo)
- Scultura di San Giuseppe, donato dalla famiglia Stella .

La sesta sala è dedicata alla Venerazione dei Santi, conserva in gran parte opere provenienti dalle chiese scomparse del quartiere Lanciano Vecchio (San Martino, San Lorenzo, San Maurizio), cioè una statua di San Lorenzo del XV secolo, la statua di San Giovanni proveniente dalla chiesa della Candelora in Largo San Giovanni (XIV secolo), la pala d'altare di San Maurizio del XVII secolo. Dall'oratorio dell'Addolorata in Santa Lucia provengono i busti degli Evangelisti Marco e Luca, datati 1778, insieme a due ovali di San Giuseppe e San Francesco da Paola
Nella bacheca di ingresso si trovano oggetti liturgici, calici, pissidi, croci processionali, del XIV-XIX secolo; uscendo dalla sala si trova una pala del Miracolo della profanazione dell'ostia, proveniente dalla chiesa di Sant'Agostino, che si rifà alla profanazione della Ricciarella dell'ostia, avendo seguito nel 1273 il consiglio di un'ebrea stregona per preparare un intruglio amoroso per il marito. Il luogo della profanazione è oggi occupato dalla cappella di Santa Croce, in via dei Frentani.
Ci sono vali calici di ambito napoletano, del XVII-XIX secolo, in argenti di lamina a fusione, sbalzato, cesellato, inciso e dorato, provengono da varie chiese lancianesi e non, sono esposti cronologicamente da sinistra verso destra, e dall'alto verso ilo basso, permettendo di ricostruire l'evoluzione stilistica di questi paramenti. Le pissidi napoletane sono del XVI-XVIII secolo in argento di lamina e a fusione, sbalzato, cesellato; quella più antica proviene dalla chiesa di San Lorenzo, opera dell'argentiere Ciucci del 1579, i punzoni presenti rimandano ai nomi dei più noti argentier napoletani.
Vi si trova anche un ostensorio reliquiario della bottega di Nicola da Guardiagrele, del XV secolo con interventi posteriori, in argento in lamina a fusione, sbalzato, cesellato, traforato e dorato con smalti, proveniente dalla chiesa di Sant'Agostino. L'ostensorio di singolare pregio è il più antico tra quelli esposti nel museo, ben testimonia l'eccellenza dell'orafo abruzzese Nicola Gallucci, e appartiene al periodo di transizione tra la scuola sulmonese del XIV secolo, e la renovatio fornitagli da Lorenzo Ghiberti di Firenze.
Di ambito romano è una palla da calice del XX secolo, in seta e oro ricamato ad ago, donata dal Monsignor Ezio d'Antonio, appartenne a papa Pio XI, morto nel 1939, il quale la donò al vescovo di Lanciano. La palla è un piccolo quadrato di stoffa utilizzato per coprire ilo calide, raffigura la Madonna col Bambino liberamente ispirata alla "Madonna del Libro" del Botticelli, del 1480-81.
La Madonna è ricamata in ago con lavorazione davvero fine per la resa dei dettagli, tanto che si possono leggere le parole del libro aperto della Vergine, scritte in latino. Di ambito meridionale è la Croce processionale del XIII-XIV secolo in ottone in lamina sbalzato, inciso, della chiesa di Sant'Agostino. La croce è degna di nota per l'antichità, e permette un confronto con la vicina Croce di Nicola Gallucci di Guardiagrele. Nel recto privo della parte inferiore, si vede la Vergine con San Gabriele annunciante, ai lati il Crocifisso e al di sopra la figura di un angelo, nel verso i simboli del Tetramorfo, che circondano la figura del Cristo in maestà.
La Croce di Nicola Gallucci è del XV secolo, in argento sbalzato, inciso, niello, smalti champlevé, proveniente da Sant'Agostino. LA critica per la resa dell'opera, la attribuisce al periodo maturo dell'orafo guardiese, anche se si presenta più modesta della Croce conservata nella teca nella chiesa di Santa Maria Maggiore (1422), si propone come un'opera innovativa rispetto alla tradizione delle croci astili abruzzesi, Nicola realizza figure a tutto tondo completamente a sbalzo e cesello, con precisione magistrale.
Di ambito abruzzese è il San Maurizio tra la Legione Tebana del 1650, a olio su tela, proveniente dalla scomparsa chiesa di San Maurizio in Largo dei Frentani; di ambito napoletano è la statua di San Giuseppe con Gesù Bambino del XVIII secolo, proveniente da Palazzo Stella Maranca in via Santa Maria Maggiore; tale famiglia imparentata con quella del Cardinale Antinori dell'Aquila, si estinse negli anni '60, all'a maestria con la quale appare il lavoro d'intaglio delle varie parti, da parte dell'autore, si unisce l'estrema sicurezza della armonica e mossa composizione non disgiunta dalla padronanza della resa coloristica, e dalla sensibilità nel rendere l'espressione del Bambino addormentato e la tenerezza del gesto che ne stringe tra le dita il piccolo piede.

### Sala 6: esposizione delle canocchie
Sono presenti in teche le statue "vestite" o canocchie secondo il detto popolare abruzzese, di cui venivano realizzate solo le mani e la testa, piantate in una struttura scheletrica di ferro. Da collezioni private e dalle chiese lancianesi provengono varie opere di fattura settecentesca, di tradizione napoletana, di interesse una Sant'Anna Metterza con Maria Bambina, e San Nicola di Bari vestito di carta. Di interesse anche le statue di Santa Chiara proveniente dalla chiesa omonima, del XIX secolo, e un Sant'Antonio di Padova del XVIII secolo, proveniente dal Convento dei Frati Minori Osservanti di Lanciano.
La statua, di dimensioni superiori al naturale, al fine di renderla proporzionata alle dimensioni della nicchia nella chiesa, si trovava all'interno della chiesa di Santa Chiara e San Filippo neri sul corso Roma. La Santa tiene tra le mani una pisside sferica, in metallo dorato; la pisside è l'elemento iconografico di Santa Chiara d'Assisi, che ritorna all'emblema dell'ordine delle Clarisse. Di ambito meridionale è la Madonna Addolorata del XIX secolo in legno colpito e dipinto, argento sbalzato e cesellato, di collezione privata; doveva trovarsi nella camera da letto, essendo oggetto di ritualità di profonda devozione familiare.
Vi si trova, su muro, un grande pannello espositivo che rievoca la tradizione della realizzazione delle canocchie in Abruzzo, e del rito della vestizione. Di ambito meridionale è la Madonna Immacolata del XVIII secolo in legno scolpito e dipinto, che conserva ancora l'abito originale, la veste delicata è realizzata in seta, in buono stato di conservazione.

### Sala 7: i reliquiari e i messali
La sala contiene le reliquie che sono esposti in reliquiari di varia fattura e aspetto, realizzati tra il XVII-XIX secolo, tra i più belli il reliquiario di Papa Celestino V. Nella sala sono collocati inoltre il busto rogiinale di Sant'Agostino Vescovo, proveniente dalla chiesa omonima, che oggi ne usa una copia; questo è del 1718, opera di Domenico Renzetti, poi vi si trovano un fonte battesimale in legno intagliato, inciso, dipinto e dorato a pianta ottagonale, del XVII secolo, coevo di uno che ancora oggi si trova nella chiesa di San Nicola. Risalta per il suo particolare pregio il monile da sacrestia del XVII secolo, ornato con quattro pannelli raffiguranti paesaggi e scene di caccia eseguiti in carta ritagliata su fondo nero.
Di ambito abruzzese è il mobile da sacrestia del XVII secolo, in legno intagliato, carta intagliata, e vetro, proveniente dalla chiesa di Sant'Agostino. Il mobile presenta nella parte superiore quattro specchiature nelle quali sono stati inseriti lavori di arte applicata: quattro piccoli riquadri realizzata in carta intagliata e applicata su fondo nero, con raffigurazioni di paesaggi e scene di caccia, con complessi motivi vegetali.
Di ambito meridionale il reliquiario di Celestino V del XVIII secolo in legno scolpito e dorato, forse appartenente alla chiesa con ex monastero di Santo Spirito, fondata nel XIII secolo dai monaci Celestini, oggi sede del polo museale archeologico, di ambito napoletano sono i vari reliquiari ad ostensorio del XVIII-XIX secolo, in lamina d'argento e ottone, sbalzata e incisa, vi sono conservati frammenti ossei dei santi, oppure "reliquie da contatto", frammenti di abito o tessuto, posti a contatto delle reliquie vere e proprie, per assorbirne i benefici effetti a vantaggio del popolo.
Di ambito tedesco è la copertina del Messale di Dresda del 1868, in pelle, ottone, carta cromolitografica, proveniente dalla Cattedrale; il pregevole messale che reca sulla copertina la riproduzione della Madonna Sistina di Raffaello Sanzio, fu un dono alla cattedrale del musicista Angelo Ciccarelli, che studiò musica a Lanciano nel 1815 sotto la guida del maestro di cappella Filippo Gianni, recandosi poi nel 1830 a Dresda alla Corte di Sassonia.
Il Crocifisso a muro con il "Volto Santo" ispirato alla reliquia di Manoppello è del XVII secolo, in legno scolpito e dipinto, la particolarità sta proprio che il viso è uguale a quello di Manoppello. Oltre al Messale di Dresda, nella grande teca centrale della sala, si trova un volume dell’Opera omnia di Giovanni Pico Della Mirandola, stampata nel 1498 ad incunabolo presso Venezia, proveniente dalla Biblioteca del Capitolo della Cattedrale di Lanciano. Si tratta di un rarissimo volume dato che di quest'edizione se ne conservano oggi tre esemplari; il volume fu restaurato presso l'abbazia di Grottaferrata.
Del cardinale aquilano presso Lanciano Anton Ludovico Antinori si conserva il Libro di memoria della Città e Diocesi di Lanciano in latino, del XVIII secolo, in manoscritto originale, proveniente dalla Biblioteca del Capitolo. Il manoscritto è in due volumi, donato dal lancianese Antonio Cinerini (1736-1802), cui il manoscritto era giunto in eredità dal fratello il primicerio don Silvestro Cinerini, nel 1769 vicario capitolare di Lanciano. Si trova inoltre nella teca un Rogatorium Offitium Terrae Lanzani del XIV secolo, manoscritto su pergamena, proveniente da Santa Maria Maggiore di Lanciano, importante per ricostruire la storia religiosa della città sin dalle origini; in esso sono presenti varie invocazioni ai santi protettori della città, era utilizzato durante le Rogazioni, riti propiziatori in forma di processioni, che si svolgevano dentro la città e fuori le mura. Vi si annota la cappella di San Longino, l'antico monastero dei Basiliani dell'VIII secolo, dove avvenne il miracolo eucaristico.

### Sala 8: paramenti liturgici
Si trovano i paramenti liturgici appartenuti al Monsignor Francesco Maria De Luca e gli anelli dei presuli lancianesi, che vennero lasciati per tradizione nel tesoro della Madonna del Ponte. Sono presenti anche due opere settecentesche dell'ebanista Modesto Salvini di Orsogna, un tabernacolo e un busto di San Pasquale Baylon, e un dipinto di San Giuseppe col Bambino, opera di Giacinto Diano (1790), proveniente dal Palazzo Stella-Maranca; la sala contiene anche alcune opere che devono essere restaurate.
Di ambito romano è un pastorale del 1940 in argento in lamina e a fusione, inciso e cesellato, donato dagli eredi Carinci, il pastorale fu realizzato per il Monsignor Alberto Carinci, nominato sacerdote nel 1922, e nel 1940 nominato vescovo della diocesi di Isernia-Venafro, e nel 1948 della diocesi di Bojano-Campobasso.
Di ambito meridionale il busto di Sant'Apollonia del XVII secolo, in legno scolpito, dipinto e dorato, proveniente da Sant'Agostino,  e forse appartenente a un'antica cappella situata in contrada Sant'Iorio. Il busto doveva contenere la reliquia della santa, il cui venerazione era diffusa nelle campagne lancianesi contro il mal di denti.
Un ultimo prezioso reliquiario del XVII secolo rimaneggiato nel XX secolo, in legno intagliato, dipinto e dorato, proviene dalla Cattedrale, è un unicum del patrimonio diocesano, ricco di oltre 4.000 pezzi di frammenti ossei e tessuti, come quelle del capo di Santa Venturia e l'osso di Santa Cordula

## Biblioteca diocesana
Situata presso il palazzo vescovile, istituita nel 1987 per volere dell'arcivescovo Ezio D'Antonio. Inizialmente era composta da due grandi fondi librari, quello del seminario e quello del Capitolo della Cattedrale, e successivamente furono aggiunti fondi minori come quello dell'Episcopio, e l'altro personale del Monsignor Alberto Carinci. Il fondo del Seminario, dopo i lavori che distrussero la scaffalatura antica negli anni '60, giacque nella stanza per vent'anni, e grazie all'aiuto di volontari il materiale è stato riordinato. Il fondo librario della Cattedrale si trovava sopra la sagrestia in completo disordine, e successivamente il materiale fu riordinato e trasferito in nuova sede. Il trasferimento iniziò nel 1988 sotto la guida del dottor Michele Scioli, direttore della biblioteca. Furono restaurati il primo piano, il salone con scaffalature, il secondo piano con ballatoio e tavoli di consultazione. I due fondi maggiori comprendono testi di svariate discipline dalla letteratura alla matematica, mentre altri incunaboli ed edizioni a stampa contengono opere di Giovanni Pico della Mirandola, gli Annalis Frentanorum di Anton Ludovico Antinori, e le Vite dei pittori di Giorgio Vasari.